# 肖祖修
肖祖修（1938年7月—2022年8月2日），男，四川西昌人，中华人民共和国政治人物，曾任重庆市人大常委会副主任、党组副书记。

## 生平
1950年9月至1956年7月，就读于西昌中学。1956年9月考入西南农学院农经系，1960年7月毕业，获学士学位。1985年后，历任重庆市农村工作委员会主任、重庆市教育委员会主任、重庆市人民政府副市长、重庆市人大常委会副主任等职。2003年退休，任重庆市关心下一代工作委员会常务副主任。2017年受聘为第一届西南大学校友会经管分会荣誉会长。2022年8月2日逝世。